# Pseuduraecha punctiventris
Pseuduraecha punctiventris là một loài bọ cánh cứng trong họ Cerambycidae.